# Aegialoalaimus cylindricauda
Aegialoalaimus cylindricauda är en rundmaskart som beskrevs av Allgen 1933. Aegialoalaimus cylindricauda ingår i släktet Aegialoalaimus och familjen Aulolaimidae. Inga underarter finns listade i Catalogue of Life.